# Gekko yakuensis
Der Gekko yakuensis (japanisch ヤクヤモリ, Yaku-Yamori) ist eine Geckoart aus der Gattung Gekko, die im Süden Japans verbreitet ist.

## Merkmale
Der Gekko yakuensis hat eine Gesamtlänge von etwa 98 bis 135 mm. Die Grundfarbe ist dorsal (rückenseitig) grau mit unregelmäßigen schwarzen Querbändern. Ventral (bauchseitig) finden sich schwarze Flecken. Der Schwanz ist an der Oberseite dunkelgrau und heller auf der Unterseite, jedoch mit vielen dunkelbraunen Flecken versehen. Der Kopf ist groß und von der Form dreieckig.

### Ähnliche Arten und Hybride
Die Art ähnelt äußerlich Gekko tawaensis, unterscheidet sich aber in Beschuppung und Größe. G. yakuensis ist dabei größer als G. tawaensis, welcher typischerweise 66 bis 70 mm lang ist. G. yakuensis unterscheidet sich weiterhin durch das Vorhandensein von 250–300 granulierten, winzigen Schuppen an Kopf und Rumpf und verstreuten, deutlich größeren, konischen Schuppen. Die Oberseite des Schwanzes ist mit winzigen, gleichförmigen Schuppen und mit 20 oder mehr Querfurchen bedeckt.
Hybride der Art mit Gekko hokouensis lassen sich nach morphologischen Kriterien nur schwer erkennen.

### Karyotyp
Der Karyotyp besteht aus 2n=38 Chromosomen mit insgesamt 56 Chromosomenarmen (fundamental number). Die ersten beiden Chromosomenpaare sind deutlich größer als die nachfolgenden Paare. Dabei ist das Paar 1 submetazentrisch (Centromer zwischen Mitte und Ende) und Paar 2 metazentrisch (Centromer in der Mitte). Von den übrigen Paaren ist 18 metazentrisch, 15 submetazentrisch, 3, 5, 7, 9 und 16 subtelozentrisch und die restlichen Paare 4, 6, 8, 10–15, 17 und 19 akrozentrisch (Centromer am Ende, der kürzere Arm sehr klein). Bei Paar 19 gibt es neben dem Centromer noch eine sekundäre Einschnürungsstelle. Der Karyotyp ist in Anzahl und Morphologie der Chromosomenpaare identisch mit der Art Gekko tawaensis.

## Lebensweise und Lebensraum
Gekko yakuensis bewohnt immergrüne Laubwälder sowie felsige Küstengebiete und umliegende Vegetation und Steinmauern. Zur Beute gehören kleine, wirbellose Tiere wie Insekten. Die Weibchen legen vermutlich mehrmals pro Jahr Gelege von jeweils zwei Eiern.

## Verbreitungsgebiet und Gefährdung

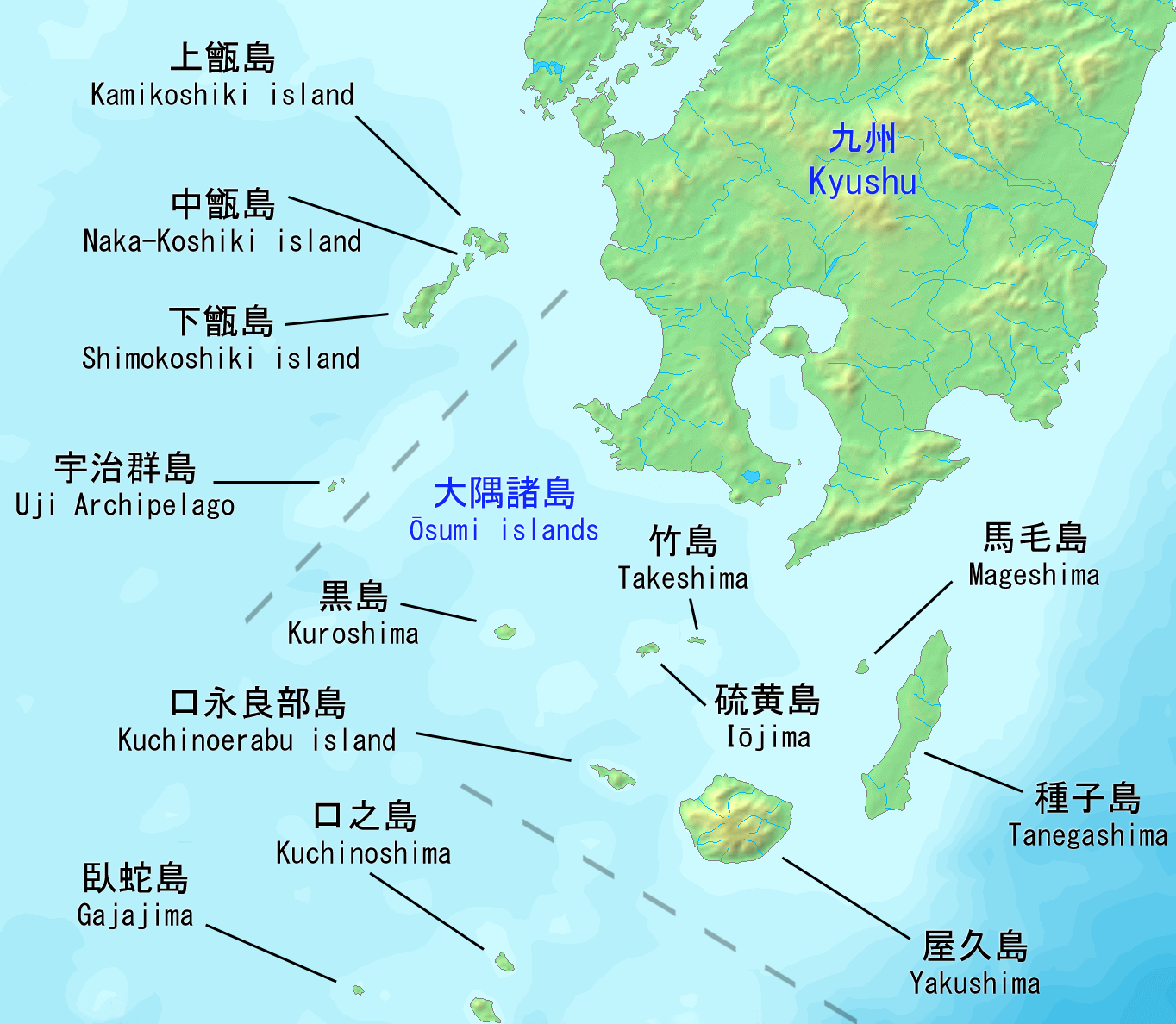
Lage der Ōsumi-Inseln

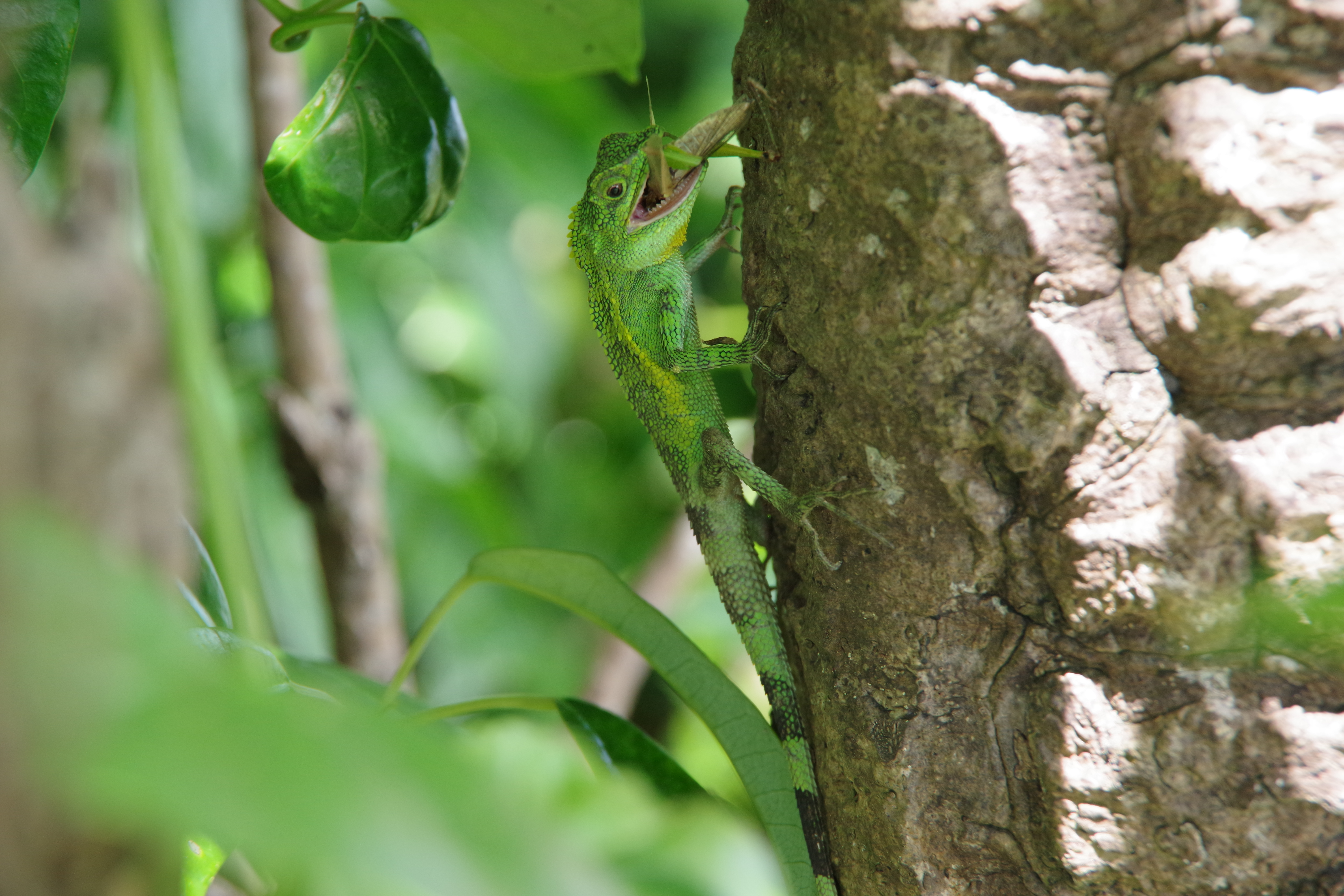
Diploderma polygonatum, ein neuer Nahrungskonkurrent

Gekko yakuensis ist in Japan endemisch und kommt dort hauptsächlich auf der Ōsumi-Gruppe im Nordosten der Ryūkyū-Inseln auf Yakushima, Tanegashima und Mageshima vor. Darüber hinaus findet sie sich in Küstengebieten im Süden Kyūshūs und auf einigen vorgelagerten Inseln insbesondere Inseln der Präfektur Nagasaki.
Die IUCN stuft die Art Gekko yakuensis als potentiell gefährdet (near threatened) ein, da der Bestand rückläufig ist. Auf der nationalen Roten Liste gefährdeter Reptilien des Japanischen Umweltministeriums ist die Art dagegen bereits als gefährdet (vulnerable) eingestuft.
Eine Bedrohung ist die Verdrängung der Art durch Gekko japonicus und Gekko hokouensis, die jeweils offenere Habitate bevorzugen. Dies betrifft einige Subpopulationen aufgrund von Habitatveränderungen. Es kommt dabei häufig zur Hybridisierung mit G. hokouensis im Süden Kyūshūs und durch die Einführung von G. hokouensis auch auf Yakushima. Hybride sind überlebensfähig und stellen eine weitere mögliche Bedrohung für die ursprüngliche Art dar. Auch die Nahrungskonkurrenz mit der Eidechsenart Diploderma polygonatum, die von den südlichen Ryūkyū-Inseln aus in Kyūshū und Yakushima eingeschleppt wurde und in ähnlichen Habitaten vorkommt, wird als Bedrohung angesehen.

## Systematik
Die Art wurde 1968 von Takaji Matsui und Yaichirō Okada erstbeschrieben. Es werden keine Unterarten unterschieden. Entdeckt wurde sie von Schülern der Kyoto Heian Oberschule bei einer biologischen Studie der Insel Yakushima, als ihnen ein ungewöhnlich großer Gekko auffiel, der sich äußerlich von G. japonicus unterschied.
Weitere in Japan verbreitete Arten der Gattung Gekko sind:
- G. hokouensis (jap. ミナミヤモリ, Minami-Yamori)
- G. japonicus (jap. ホンヤモリ, Nihon-Yamori)
- G. shibatai (jap. タカラヤモリ, Takara-Yamori)
- G. tawaensis (jap. タワヤモリ, Tawa-Yamori)
- G. vertebralis (jap. アマミヤモリ, Amami-Yamori)

Davon sind die letzten drei Arten G. shibatai, G. tawaensis und G. vertebralis in Japan endemisch, wohingegen G. hokouensis und G. japonicus auch in China und Taiwan bzw. China und Südkorea vorkommen.